# Echinopsis vasquezii
Echinopsis vasquezii là một loài thực vật có hoa trong họ Cactaceae. Loài này được (Rausch) G.D.Rowley mô tả khoa học đầu tiên năm 1973 publ. 1975.